# Drap d'Or d'Esperen
Drap d'Or d'Esperen es una variedad cultivar de ciruelo (Prunus domestica), de las denominadas ciruelas europeas.
Una variedad de ciruela de fruta muy antigua utilizada tradicionalmente en la cocina flamenca (Bélgica).

Las frutas tienen un tamaño medio a grande, color de piel amarillo mezclado con algo de verde claro, manchas verdes translúcidas, amarillo dorado en el lado soleado, a veces con pequeños puntos rojos y marrones, la fruta está cubierta con una fina pruina blanco azulada, y pulpa de color amarillo dorado claro, textura moderadamente firme, ligera, algo fibrosa, y sabor muy agradable, refrescante, dulce.

## Sinonimia
- "Cloth of Gold",
- "Esperens Goldpflaume",
- "Golden Esperen",
- "Perzikpruim van Esperen".

## Historia
Las ciruelas damascenas (Prunus domestica subsp. insititia), "Bullaces" (países anglófonos), "Damascerpflaume" (en Alemania), forman un grupo muy antiguo, que ya se cultivaba en tiempos prehistóricos. Por cierto, el inglés 'Damson' no se puede traducir con Damas, allí se llaman "Bullace". Han surgido una gran cantidad de variedades. La damas original es una ciruela azul ovalada de tamaño mediano cubierta de un espesa pruina azul.
La ciruela damascena es una ciruela que se supone originaria de la región de Damasco ("Damas") y que habría sido traída de Oriente Próximo por los cruzados, en la época de las Cruzadas, que tuvieron lugar entre 1095 y 1291. A veces se dice que la ciruela de Damasco habría llegado a Europa en la época de la segunda cruzada (1147-1149).
'Drap d'Or d'Esperen' variedad de ciruela, que se obtuvo como plántula  de semilla traída en 1832 por el mayor d'Esperen en Mechelen (Bélgica). El árbol fue introducido en los circuitos comerciales por primera vez en 1843.
'Drap d'Or d'Esperen' está cultivada en diversos bancos de germoplasma de cultivos vivos, tales como en National Fruit Collection (Colección Nacional de Fruta) de Reino Unido con el número de accesión: 1949-084 y Nombre Accesión : Drap d'Or d'Esperen. Recibido por "The National Fruit Trials" (Probatorio Nacional de Fruta) para evaluar sus características en 1949.

## Características
'Drap d'Or d'Esperen' árbol de porte pequeño, de extensión vertical, de copa densa, resistente, productivo. Flor blanca, que tiene un tiempo de floración que comienza a partir del 18 de abril con el 10% de floración, para el 22 de abril tiene una floración completa (80%), y para el 2 de mayo tiene un 90% de caída de pétalos.
'Drap d'Or d'Esperen'  tiene una talla de tamaño medio a grande, de forma casi redondo, aplanada en ambos extremos, sutura ancha y poco profunda, un poco más plano en el lado de la sutura, peso promedio 48.20 g; epidermis tiene una piel moderadamente gruesa casi transparente, ligeramente ácida, siendo el color de la piel amarillo mezclado con algo de verde claro, manchas verdes translúcidas, amarillo dorado en el lado soleado, a veces con pequeños puntos rojos y marrones, la fruta está cubierta con una fina pruina blanco azulada; pedúnculo bastante largo, grueso, y ligeramente piloso, longitud promedio 13.26 mm, bien adherido al fruto con la cavidad del pedúnculo ancha, moderadamente profunda; pulpa de color amarillo dorado claro, textura moderadamente firme, ligera, algo fibrosa, y sabor muy agradable, refrescante, dulce. Excelente sabor, usos postre en fresco, culinarios y de pasas.
Hueso semi libre, se libera solo en plena madurez.
Sus frutos maduran desde tercera decena de agosto, y principios de septiembre.

## Usos
Debido a su sabor bastante bueno tiene valor como ciruela fresca de postre, y una excelente variedad culinaria, y especialmente indicada como ciruela pasa y en conservas.